# CCTV-3
CCTV3 (中国中央电视台综艺频道S) è il canale tematico della tv cinese che tratta di musica e spettacolo. Trasmette ufficialmente dal 30 novembre 1995; raggiunge l'intero paese tramite il satellite APSTAR－1A, trasmettendo per circa 18 ore al giorno.